# Le Droit à la vie
Pour plus de détails, voir Fiche technique et Distribution.
Le Droit à la vie est un film muet français réalisé par Abel Gance, sorti en 1917.

## Synopsis
Pierre Veryal (Paul Vermoyal), un jeune financier parisien réalise de brillantes affaires en bourse. Il est amoureux de sa pupille, Andrée Mael (Andrée Brabant). Jacques Alberty (Léon Mathot) est aussi attiré par elle, mais il est pauvre et va tenter sa chance en Amérique.

## Fiche technique
- Titre : Le Droit à la vie
- Réalisation : Abel Gance
- Scénario : Abel Gance
- Photographie : Léonce-Henri Burel
- Producteur : Louis Nalpas
- Société de production : Le Film d'art
- Société de distribution : Pathé frères
- Pays de production :  France
- Langue : film muet avec les intertitres  en français
- Format : Noir et blanc — 35 mm — 1,33:1 — Muet
- Métrage : 1 330 mètres
- Genre : Film dramatique
- Numéro de catalogue Pathé : 7775
- Durée : 63 minutes
- Dates de sortie :
  - France : 5 janvier 1917

## Distribution
- Paul Vermoyal : Pierre Veryal
- Léon Mathot : Jacques Alberty
- Andrée Brabant : Andrée Mael
- Georges Paulais : Marc Toln
- Eugénie Bade : la grand-mère
- Charles Lebrey : le magistrat
- Anthony Gildès